# ديفيد إل. وليامز
ديفيد إل. وليامز (بالإنجليزية: David L. Williams)‏ هو قاضي ومحامي وسياسي أمريكي، ولد في 28 مايو 1953 في بوركسفيل في الولايات المتحدة. حزبياً، نشط في الحزب الجمهوري.